# Gudisistsqali
Gudisistsqali (georgiska: გუდისისწყალი) är ett vattendrag i Georgien. Det ligger 110 km nordväst om huvudstaden Tbilisi.